# Szyling austriacki

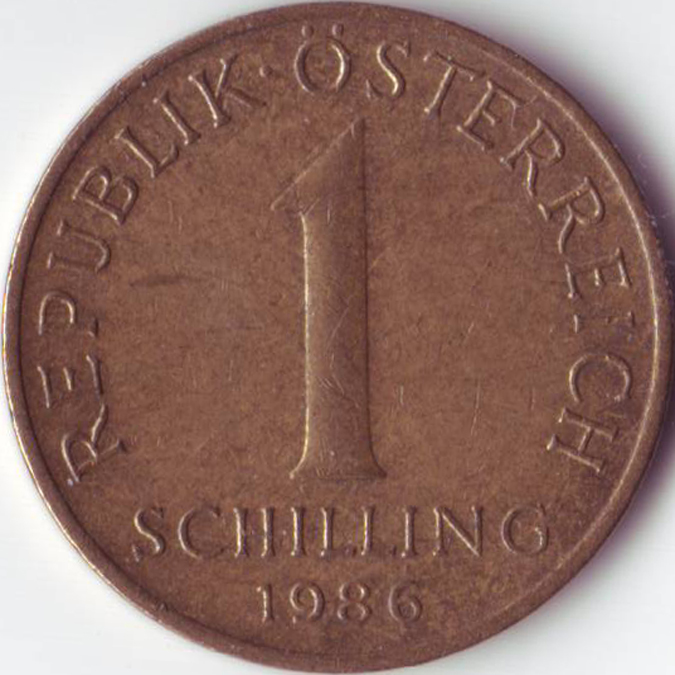
Austriacki szyling z 1986 roku

Szyling austriacki – oficjalna jednostka monetarna Austrii w latach 1925–1938. Po anschlussie na jej miejsce weszła reichsmarka. Po przegranej wojnie, Alianci nakazali Austrii  przywrócić szylinga. Obowiązywała od 30 listopada 1945. Koniec tej waluty nastąpił 31 grudnia 2001, kiedy to zastąpiło go euro. Kod ISO 4217 to ATS. Szyling był wymieniany na euro według parytetu €1 = 13,7603 szylingów.